# Liste der Biografien/Tuw
Liste der Biografien |
Portal Biografien |
Personensuche
# |
A |
B |
C |
D |
E |
F |
G |
H |
I |
J |
K |
L |
M |
N |
O |
P |
Q |
R |
S |
T |
U |
V |
W |
X |
Y |
Z |
?
 
Ta |
Tc |
Te |
Tf |
Tg |
Th |
Ti |
Tj |
Tk |
Tl |
Tm |
To |
Tq |
Tr |
Ts |
Tu |
Tv |
Tw |
Tx |
Ty |
Tz
 
Tua |
Tub |
Tuc |
Tud |
Tue |
Tuf |
Tug |
Tuh |
Tui |
Tuj |
Tuk |
Tul |
Tum |
Tun |
Tuo |
Tup |
Tuq |
Tur |
Tus |
Tut |
Tuu |
Tuv |
Tuw |
Tux |
Tuy |
Tuz
Die Liste der Biografien führt alle Personen auf, die in der deutschsprachigen Wikipedia einen Artikel haben. Dieses ist eine Teilliste mit 12 Einträgen von Personen, deren Namen mit den Buchstaben „Tuw“ beginnt.

## Tuw

### Tuwa
- Tuwai, Jerry (* 1989), fidschianischer Rugbyspieler
- Tuwan Gafoor, Raheem Ramlan (* 1979), sri-lankischer Fußballspieler
- Tuwankotta, Cynthia (* 1977), indonesische Badmintonspielerin
- Tuwati I., König von Tabal
- Tuwati II., König von Tabal

### Tuwe
- Tuwei, Cornelius (* 1993), kenianischer Mittelstreckenläufer
- Tuwei, Richard (* 1954), kenianischer Mittelstrecken- und Hindernisläufer

### Tuwh
- Tuwhare, Hone (1922–2008), neuseeländischer Dichter

### Tuwi
- Tuwim, Julian (1894–1953), polnisch-jüdischer LyrikerJulian Tuwim (1894–1953)

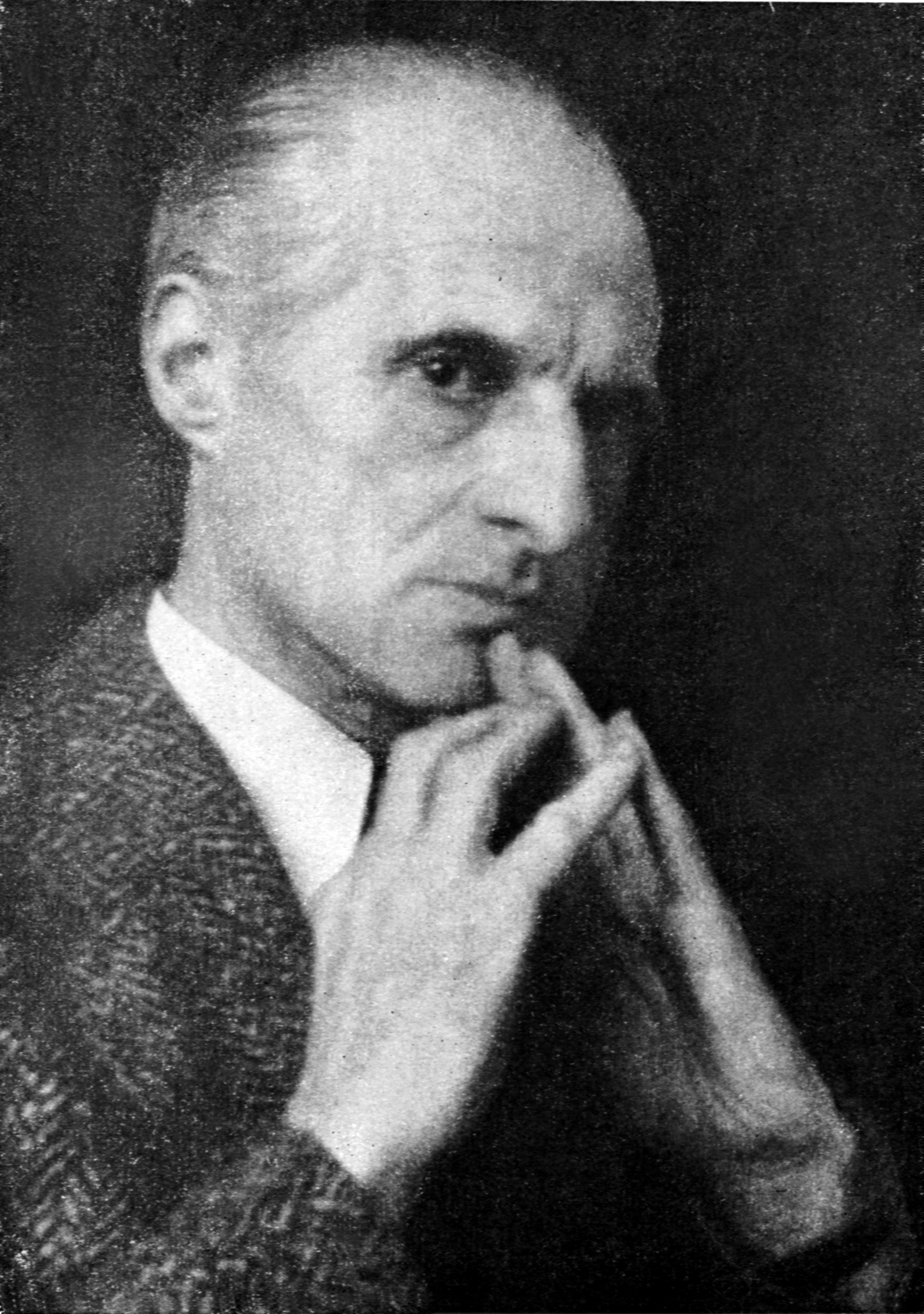
Julian Tuwim (1894–1953)

### Tuwo
- Tuwolkow, Wassili Grigorjewitsch (1697–1727), russischer Wasserbauingenieur

### Tuws
- Tüwschinbajar, Naidangiin (* 1984), mongolischer Judoka
- Tüwschinbat, Bjambyn (* 1987), mongolischer Boxer